# Isola di Naoshima
Naoshima (直島町?) è un'isola della prefettura di Kagawa, che si trova nel Mare interno di Seto.